# María Ariza Delance
María Ariza Delance fue una artista plástica cubana, además de profesora y conferencista en la Academia de Artes de San Alejandro de La Habana, Cuba. 
Colaboró en distintos periódicos y revistas. Realizó estudios en París.

## Fuente
- Álvarez del Real, María Eloísa (1991). 12.000 minibiografías. Panamá: Editorial América, S.A. p. 47. ISBN 0944499767.

- Datos: Q6003383